# Facebook Messenger
Facebook Messenger (uneori prescurtat ca Messenger) este o aplicație gratuită de mesagerie instantanee.
Facebook a raportat că Facebook Messenger a ajuns la 1 miliard de utilizatori activi lunar.

## Istorie
Facebook a lansat Facebook Messenger pentru iOS și Android pe data de 9 august 2011. Facebook a lansat versiunea pentru Tizen pe data de 13 iulie 2015.
La 17 martie 2015, Facebook a adăugat o funcționalitate prin care utilizatorii pot trimite bani prietenilor lor. Acesta este disponibilă in prezent numai în Statele Unite ale Americii.
La 27 aprilie 2015, Facebook a introdus apeluri video în aplicația Facebook Messenger. Funcționalitatea a fost lansată pentru prima dată în Belgia, Canada, Croația, Danemarca, Franța, Grecia, Irlanda, Laos, Lituania, Mexic, Nigeria, Norvegia, Oman, Polonia, Portugalia, Regatul Unit, Statele Unite ale Americii și Uruguay.
În luna aprilie 2016, Facebook Messenger a lansat "Calling Group", care permite utilizatorilor să adauge până la 50 de participanți simultan pe internet. Această funcție este disponibilă pe dispozitive care rulează Android și iOS.
La 3 octombrie 2016, Facebook a lansat Facebook Messenger Lite, o versiune simplificata de Messenger. Aplicația vizează în primul rând telefoanele Android vechi și regiuni în care Internetul de mare viteză nu este disponibil pe scară largă. Facebook Messenger Lite este disponibil în Kenya, Tunisia, Malaezia, Sri Lanka și Venezuela.